# 二峰圳

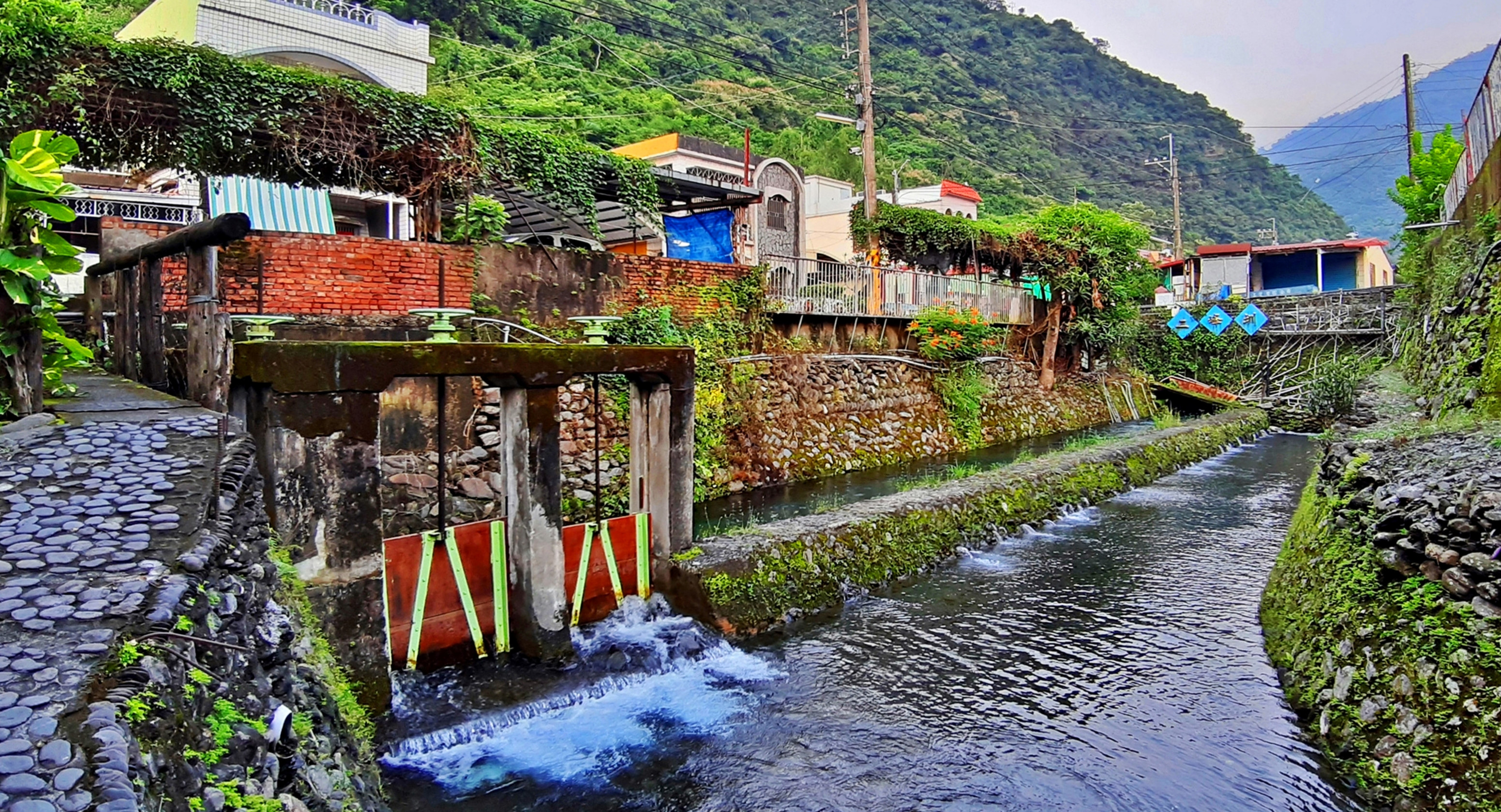

二峰圳位於臺灣屏東縣來義鄉，自大正10年（1921年）5月開工，至大正12年（1923年）5月完工使用。二峰圳由當時任職於屏東台灣製糖株式會社的鳥居信平規劃，以時任台糖株式會社社長山本悌二郎之雅號“二峰”，而命名為二峰圳。

## 歷史沿革
大正元年（1912年），臺灣總督府於林邊溪築大石堤，防範林邊溪下游已開發之耕地受洪水威脅。進而配合屏東平原的開發，著手建造二峰圳集水廊道，其主要原因有三: 林邊溪每逢雨季氾濫成災，乾旱的枯水期致使人畜之飲水匱乏，地層遍布礫石加上土層緊密導致開墾困難。

## 主要設施
二峰圳設施可分為四部分：取水工程、引水工程、分水工程以及灌溉渠道。取水工程又可細分為四部分:地下堰堤（集水廊道）、方形進水塔（人孔）、拱形隧道與半圓形集水暗渠。
二峰圳集水廊道位於屏東縣來義鄉來義大橋上游，為328公尺長混凝土製的地下堰堤。引水工程包括引水隧道（528公尺）、壓力暗渠（450公尺）、砌石明渠（2582公尺），自堰體到萬隆農場分水工引水管線總長3436公尺。灌溉渠道幹線長7783公尺，渠道支線長577197公尺，每日水源取用水量於6月至9月的雨季時約25.2萬立方公尺，11月至4月的枯水季約6.8萬立方公尺。

## 事件
二峰圳以地下水庫的方式收集河床下之伏流泉，完工以來取水未曾中斷，近來河床降低，疏濬工程重車出入頻繁致廊道受損地下堰體裸露，輸水廊道受砂石阻塞而影響供水，2017年出現停水的狀況情形。屏東縣府立即提撥1800萬元來修復此珍貴水利文化資產，在2017年汛期前完成修復。

## 外部連結
- 《打開二峰圳 修復工程一窺伏流水取水奧祕》環境資訊中心　2017年4月11日 （页面存档备份，存于）